# Князь-Владимирское кладбище
Князь-Владимирское кладбище или Старое городское кладбище — некрополь, расположенный во Владимире на Большой Нижегородской улице.

## История
Кладбище было основано за Нижегородской заставой в 1774 году после эпидемии чумы и является одним из старейших некрополей города.
В 1783 году на кладбище был возведён храм в честь святого князя Владимира, в настоящий момент — единственный сохранившийся владимирский храм в стиле классицизма, а с 1939 по 1943 годы — единственный действующий православный храм в городе.
В 1966 году захоронения были прекращены в связи с застройкой города и полным вхождением Князь-Владимирского кладбища в городскую черту. С 1976 года основным городским некрополем стало кладбище Высоково (Улыбышево), в настоящее время — крупнейшее в области.
В 1975 году на кладбище был открыт Мемориал в честь воинов, погибших во Второй мировой войне, а также в память о воинах, умерших от ран в госпиталях города. Авторы проекта — художники П. Г. Дик и В. П. Дынников, архитекторы В. И. Новиков и В. С. Режеп.
На Князь-Владимирском кладбище производились захоронения заключенных, умерших в находящейся по соседству Владимирской тюрьме особого назначения. 28 апреля 2012 года на кладбище состоялась закладка мемориального камня князю Петру Долгорукову и другим жертвам репрессий. Установлены памятные доски в память о зарубежных политических деятелях, похороненных на кладбище в безымянных могилах. В 1955 году было эксгумировано тело Эвальда фон Клейста, немецкого генерал-фельдмаршала, командующего Группой армий «A», одетое в фельдмаршальский мундир оно было отправлено в ФРГ.
Прах первоначально похороненного на кладбище Гарегина Нжде, армянского политического и военного деятеля, в 1983 году был перевезён в Армению
С декабря 2010 года ансамбль Князь-Владимирского кладбища охраняется государством как «выявленный объект культурного наследия».

## Известные лица, похороненные на кладбище

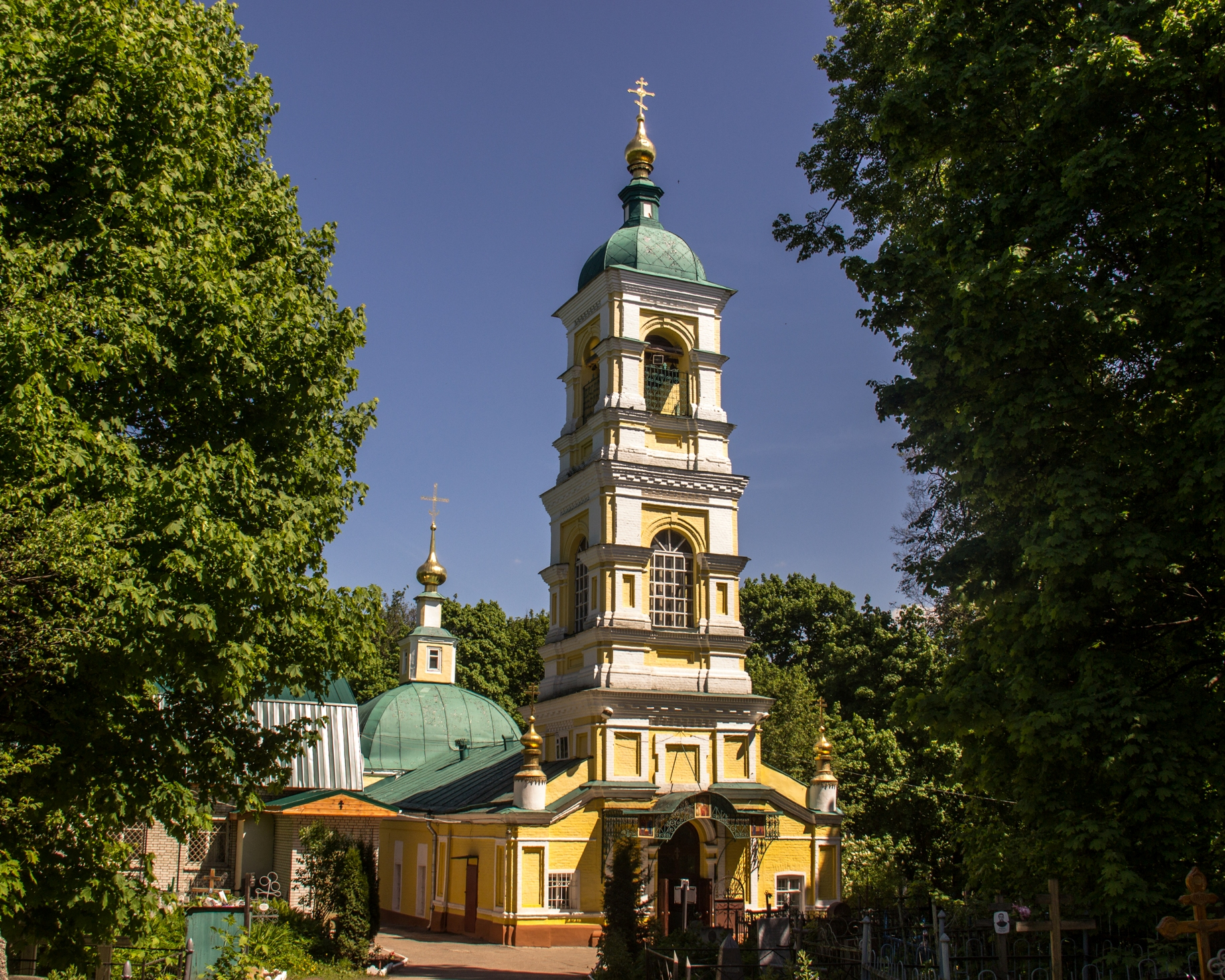
Князь-Владимирский храм

- Владыкин, Иван Григорьевич — первый военный комиссар г. Владимир
- Ворошилова, Мария Васильевна — мать К. Е. Ворошилова[5]
- Добронравов, Василий Гаврилович — историк
- Долгоруков, Пётр Дмитриевич — князь
- Евдокимов, Александр Андреевич — актёр, заслуженный артист РСФСР
- Ельцинский, Василий Иванович — доктор медицины
- Климентий (Шептицкий) — экзарх апостольского экзархата России
- Лайдонер, Йохан — генерал, главнокомандующий Вооружёнными силами Эстонии
- Мирская, Еликонида Васильевна — актриса, заслуженная артистка России
- Муравкин, Вакх — купец, потомственный почётный гражданин Владимира
- Погодин, Дмитрий Дмитриевич — Герой Советского Союза
- Потехин, Вячеслав Анисимович — художник
- Рейнис, Мечисловас — епископ Римско-католической церкви. Литовский государственный и религиозный деятель, учёный-психолог
- Соловьёв, Михаил Алексеевич — оперный певец, солист Большого театра
- Сорокин, Владимир Михайлович — заслуженный артист Киргизской ССР[6]
- Столетов, Александр Григорьевич — учёный-физик, профессор Московского Университета
- Столетов, Дмитрий Григорьевич — генерал-майор
- Столетов, Николай Григорьевич — генерал от инфантерии
- Онисим (Фестинатов) — архиепископ Владимирский и Суздальский
- Шевчук, Фёдор Кузьмич — Герой Советского Союза
- Янковский, Ян Станислав — польский государственный деятель

## Галерея

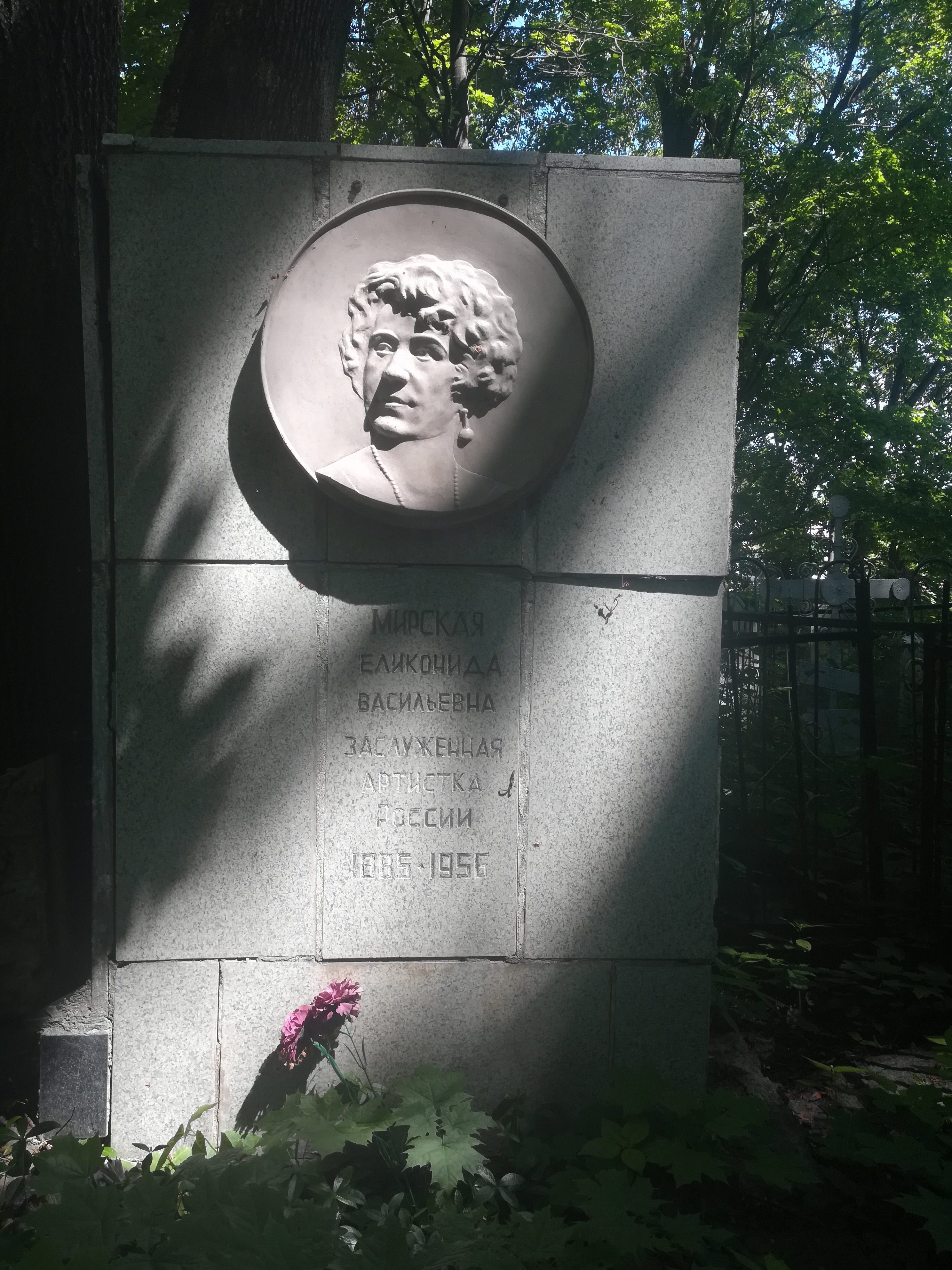
Могила заслуженной артистки России Е. В. Мирской
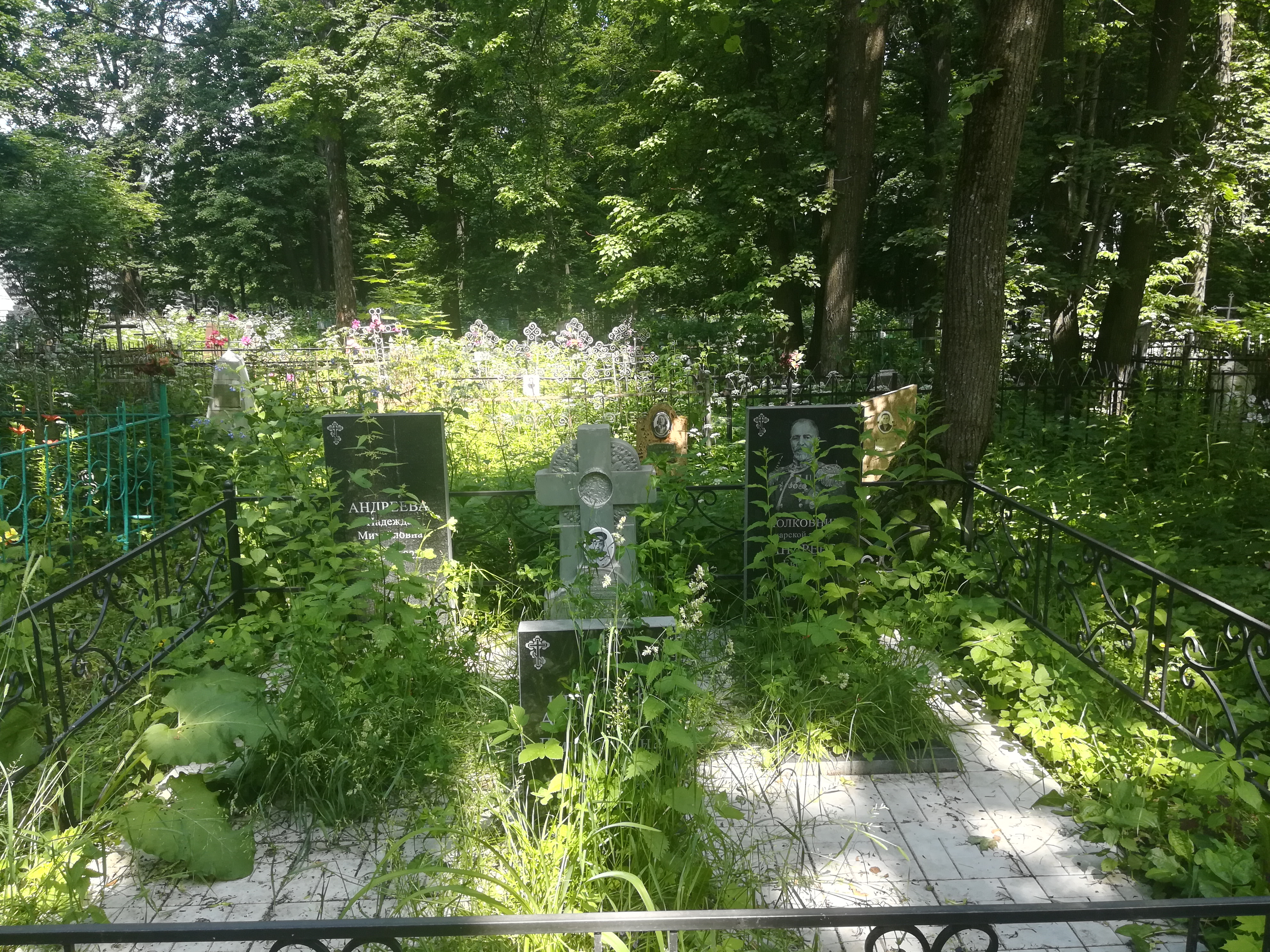
Семейное захоронение Андреевых
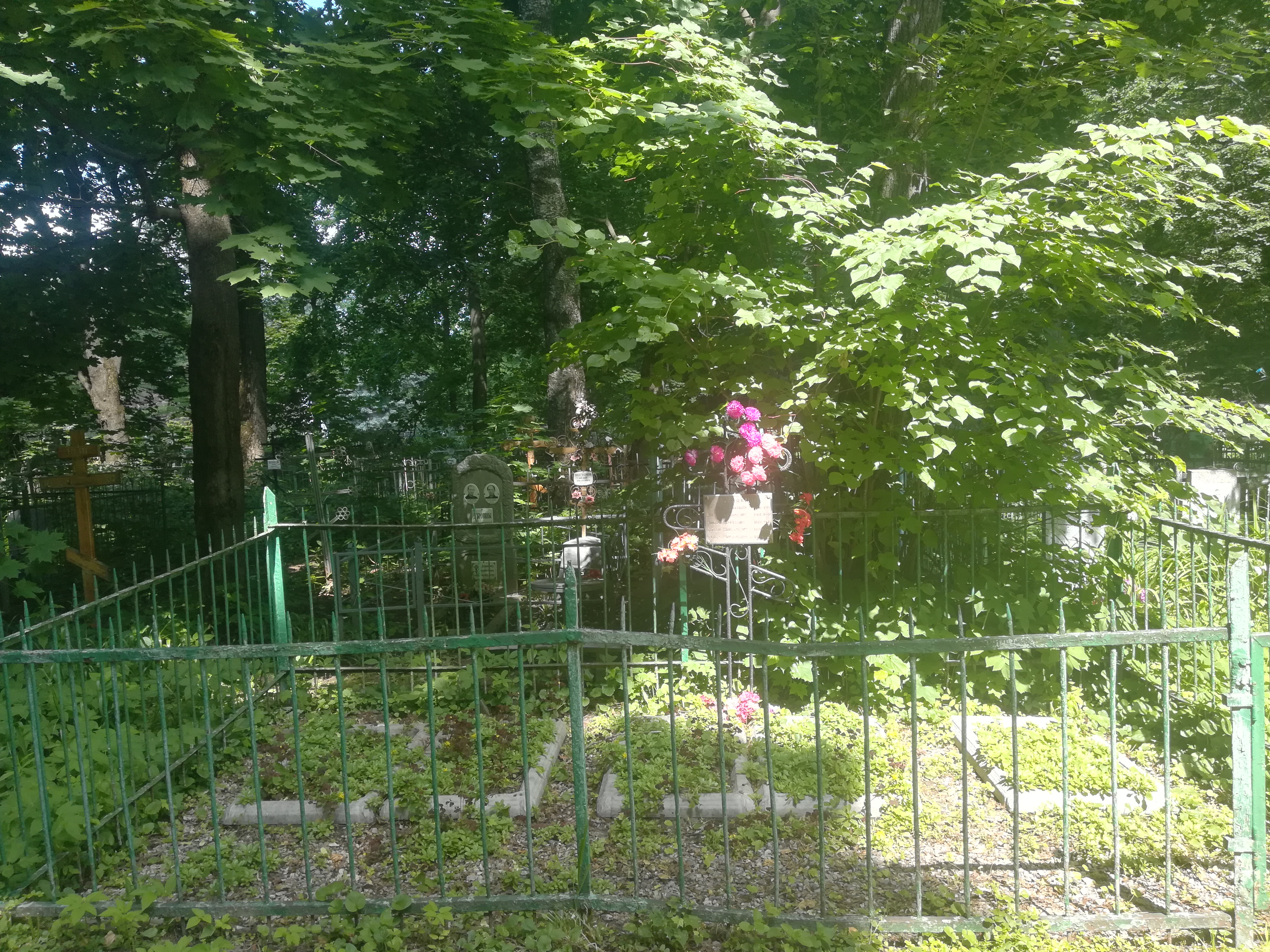
Семейное захоронение Муравкиных
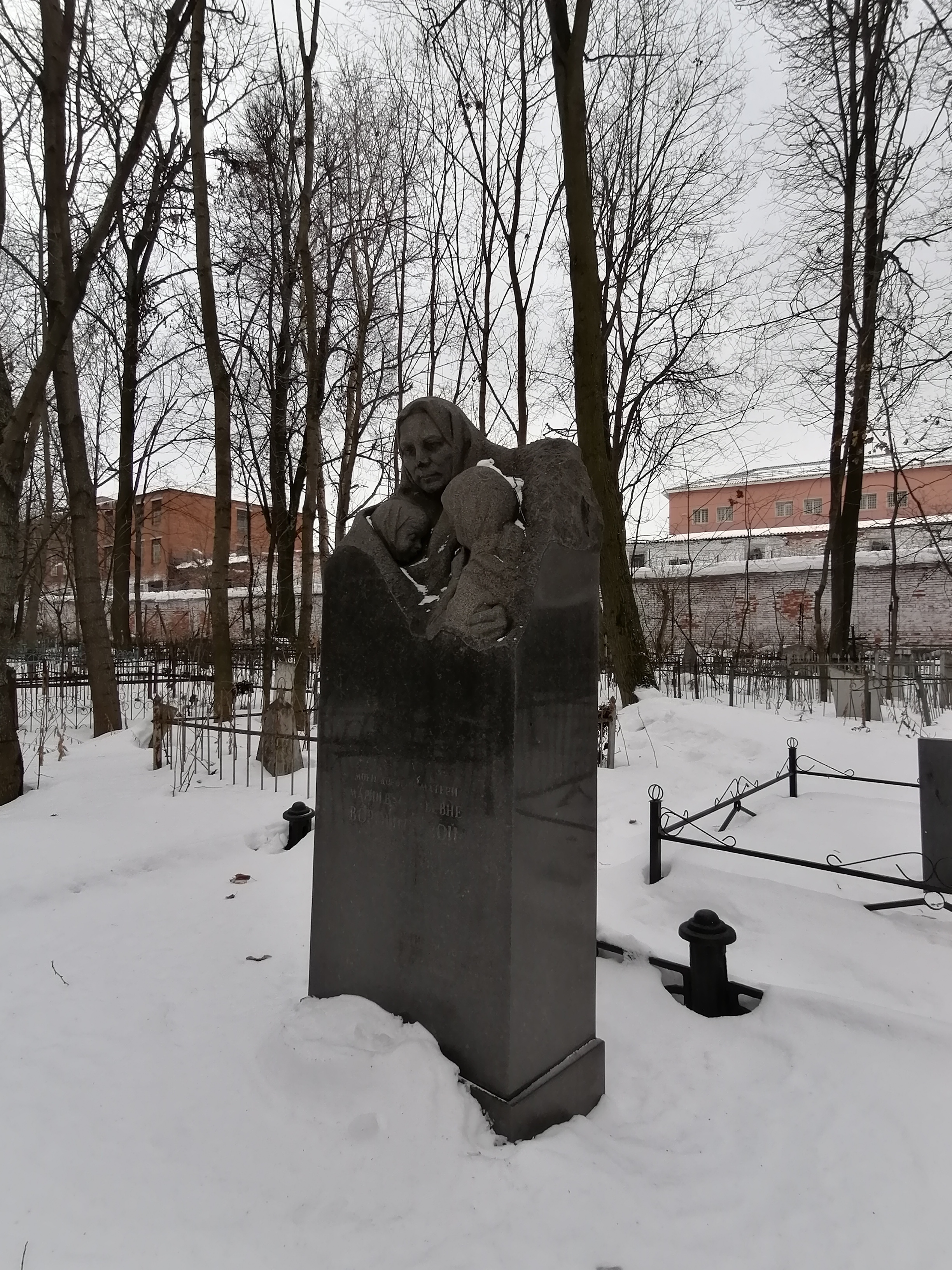
Могила М. В. Ворошиловой
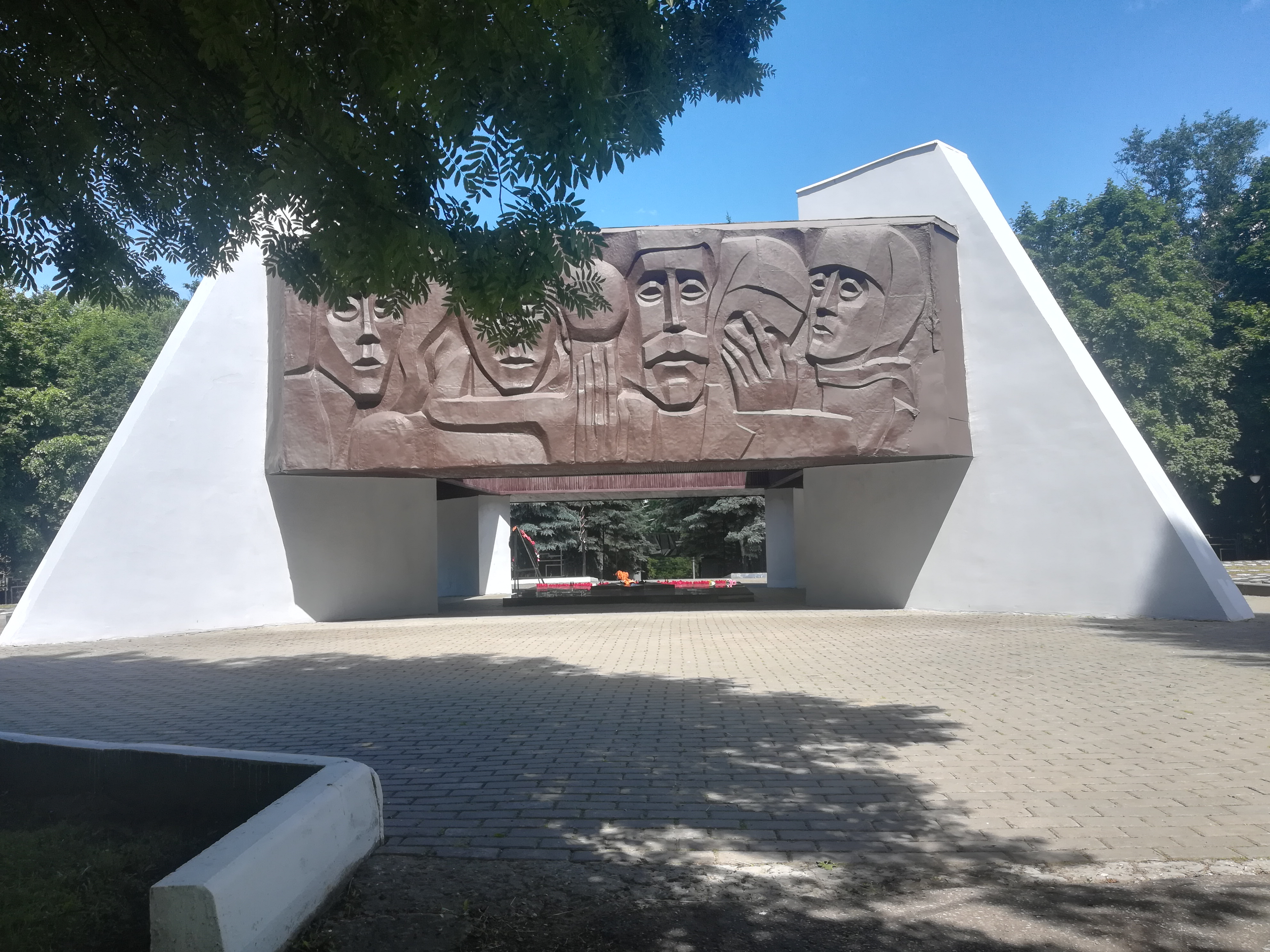
Мемориал в честь павших в Великой Отечественной войне и умерших от ран в госпиталях Владимира
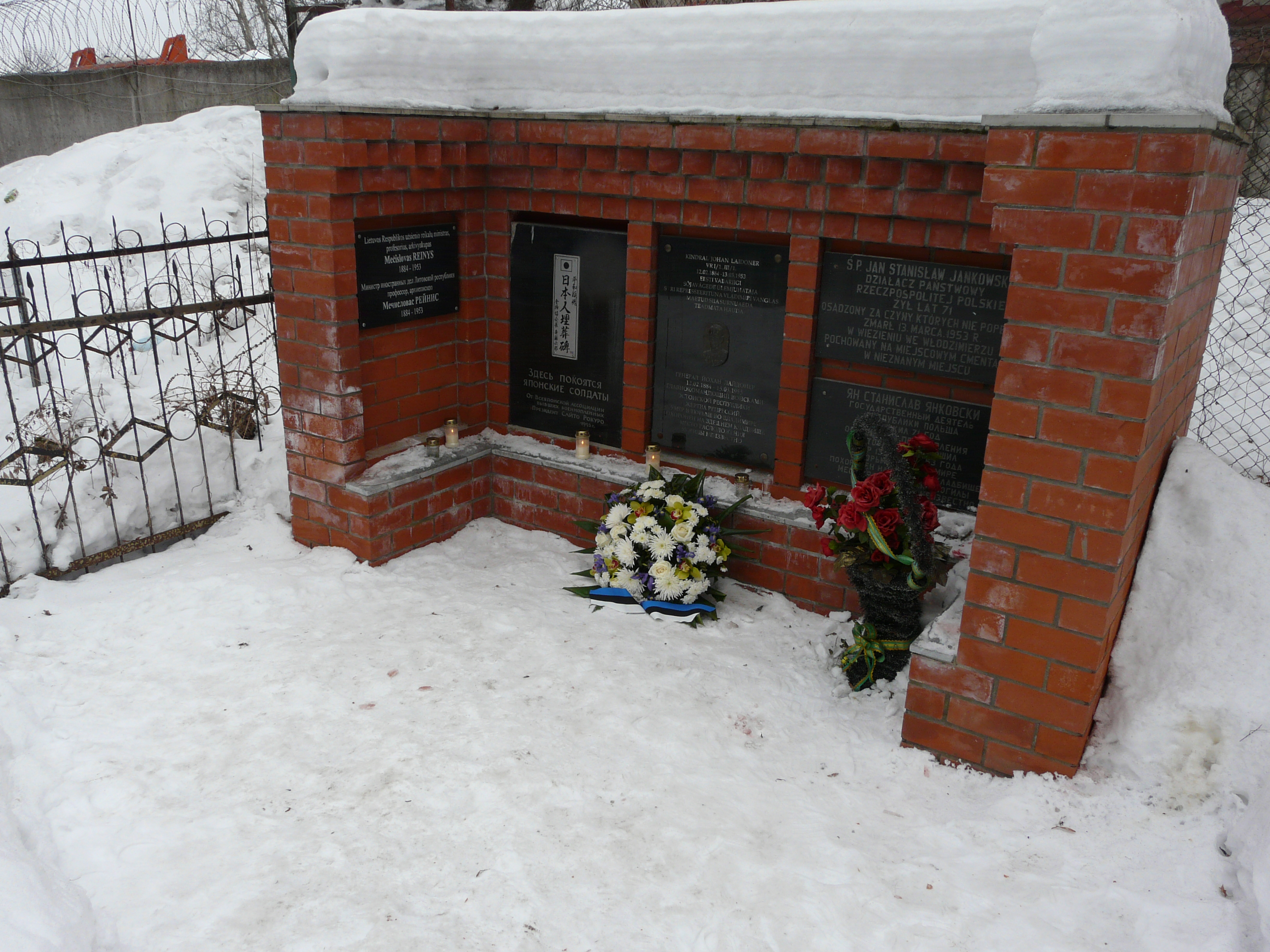
Мемориал иностранных граждан, похороненных в безымянных могилах (М. Рейнис, японские военнопленные, Й. Лайдонер, Я. Янковский, Климентий (Шептицкий))